# Masaya Matsumoto
Masaya Matsumoto (japanisch 松本 昌也 Matsumoto Masaya; * 25. Januar 1995 in Nakatsu) ist ein japanischer Fußballspieler.

## Karriere
Matsumoto erlernte das Fußballspielen in JFA Academy Fukushima. Seinen ersten Vertrag unterschrieb er 2013 bei Ōita Trinita. Der Verein spielte in der höchsten Liga des Landes, der J1 League. Am Ende der Saison 2013 stieg der Verein in die J2 League ab. Am Ende der Saison 2015 stieg der Verein in die J3 League ab. Für den Verein absolvierte er 97 Ligaspiele. 2017 wechselte er zum Erstligisten Júbilo Iwata. Am Ende der Saison 2019 stieg der Verein in die zweite Liga ab. Ende 2021 feierte er mit Júbilo die Meisterschaft und den Aufstieg in die erste Liga. Nach nur einer Saison in der ersten Liga musste er am Ende der Saison 2022 als Tabellenletzter wieder den Weg in die zweite Liga antreten. 2023 gelang ihm mit dem Verein als Vizemeister der zweiten Liga der direkte Wiederaufstieg in die erste Liga.  Am Ende der Saison 2024 belegte er mit Júbilo den 18. Tabellenplatz und musste somit in die zweite Liga absteigen. Nach dem Abstieg verließ er den Verein und schloss sich im Januar 2025 dem Erstligisten Fagiano Okayama an.

## Erfolge
Ōita Trinita
- Japanischer Drittligameister: 2016

Júbilo Iwata
- Japanischer Zweitligameister: 2021
- Japanischer Zweitligavizemeister: 2023